# Robert Aubinière
Robert Aubinière (1912-2001) était un militaire français, polytechnicien et aviateur. En tant que premier directeur général du Centre national d'études spatiales, il a joué un rôle central dans la mise sur pied du programme spatial français ainsi que dans l'élaboration du programme spatial européen à travers son poste à l'ELDO.

## Biographie

### Enfance et études
Né à Paris le 24 septembre 1912, il passe la majeure partie de sa scolarité au lycée Condorcet. Il fait son hypotaupe à Condorcet et sa taupe à Chaptal puis à Louis le Grand. Robert Aubinière intègre l'École polytechnique le 1er octobre 1933.

### Carrière militaire
Sorti en octobre 1935 de l'École polytechnique, il entre dans l'Armée de l'air avec le grade de lieutenant. À sa sortie de l'École de l'air, il est affecté à la 61e escadre dans un groupe fixé à Blida en octobre 1936.
Il quitte l'Algérie en septembre 1943 pour rallier Londres où il est nommé chef des opérations aériennes dans le nord de la France (Région A). En décembre 1943, il est parachuté à Is-sur-Tille en Bourgogne avant de rejoindre Lille où il opère secrètement comme chef du bureau des opérations aériennes (BOA), succédant à Pierre Deshayes. Il participe à la logistique du plan Tortue qui consistera à ralentir les blindés allemands dans la perspective du débarquement. En février 1944, il est affecté à la direction des services spéciaux. Le 14 avril 1944, il est arrêté par la Gestapo à Lille et en septembre déporté en Allemagne. Interné, il travaille dans une usine de V2 à Neubrandenburg. Il rentre de captivité en mai 1945.
En septembre 1945, il est affecté à l'École de l'air comme commandant en second d'abord à Paris puis à Salon-de-Provence. En janvier 1949, il entre à l’École de guerre dont il suit ls cours jusqu'en avril 1950, puis est affecté comme chef d'état-major dans la 5e région aérienne (Afrique française du Nord). En 1952, il est nommé colonel. En mai 1954, il est nommé commandant de la base aérienne 721 Rochefort (Charente-Maritime), une école de formation des sous-officiers mécaniciens.
Le 7 septembre 1957 il est nommé directeur du Centre interarmées d'essais d'engins spéciaux (CIEES) de Colomb-Béchar.
Le 10 janvier 1960, il devient directeur de l'École de l'air et commandant de la base aérienne 701 Salon-de-Provence.
Le 4 avril 1960, il est nommé directeur technique et industriel de l'Aéronautique au Ministère de l'Air.
Le 1er décembre 1958 il est promu général de brigade aérienne et le 1er juin 1961, général de division aérienne.

### Carrière civile
En février 1962, Robert Aubinière est nommé directeur général du tout nouveau Centre national d'études spatiales.
Le 5 janvier 1972, il est nommé secrétaire général du Centre européen pour la construction de lanceurs d'engins spatiaux (CECLES, ou ELDO en anglais), poste qu'il occupe jusqu'en 1975.

## Distinctions

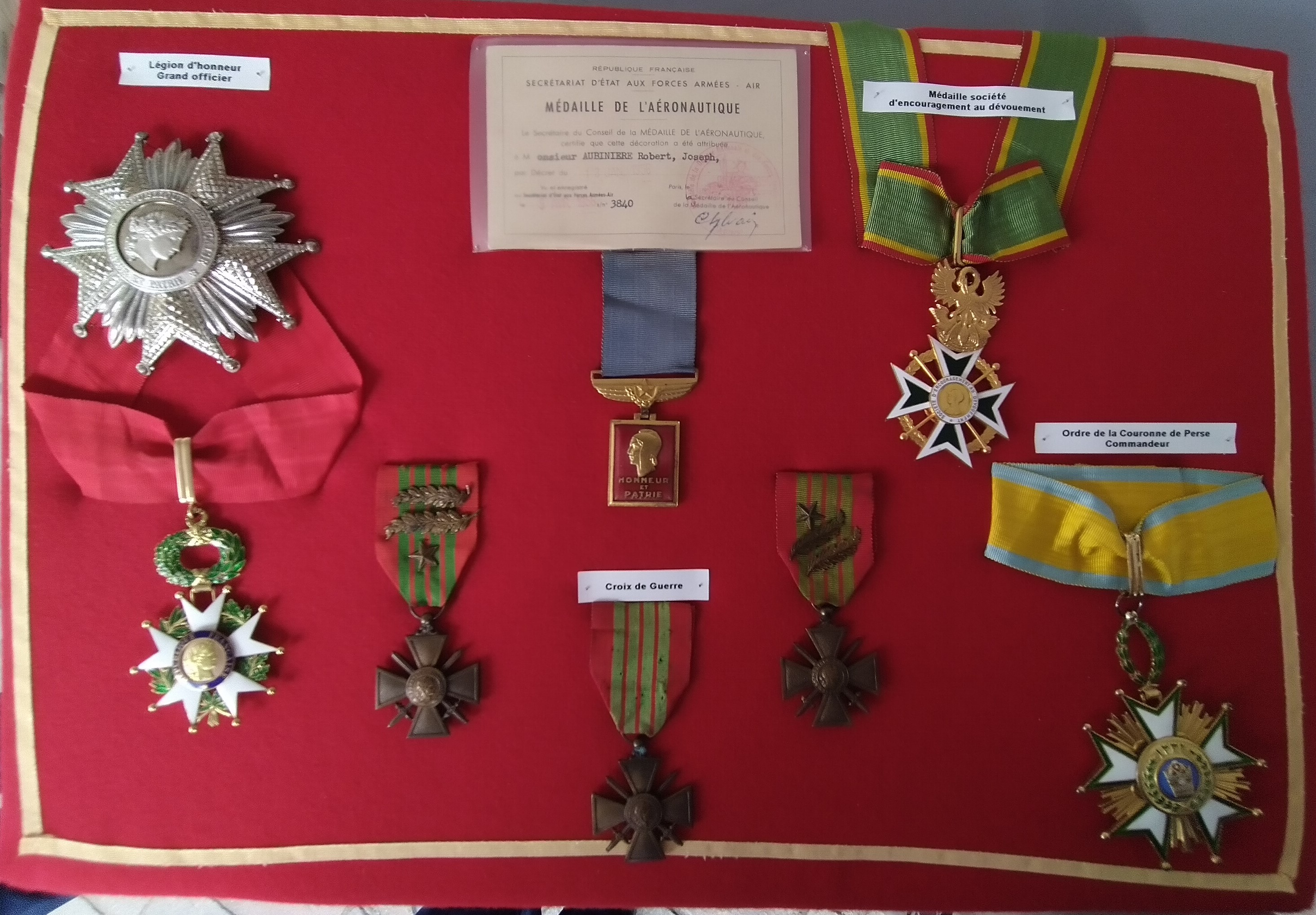
Médailles Gal R. Aubinière (de g à d : plaque de Grand officier de la Légion d'honneur et cravate de Commandeur, trois croix de guerre 1939-1945, médaille de l'Aéronautique, Grande médaille d'honneur de la Société encouragement au dévouement, Ordre de la couronne de Perse (commandeur).

- Croix de guerre 1939-1945 avec palme (1944)
- Commandeur de l'Ordre national du Mérite (1965)
- Grand officier de la Légion d'honneur (1966)

## Hommages
- Il est le parrain de la promotion 2017 de l'École de l'air.
- Il est le parrain de la première base aérienne à vocation spatiale (BAVS 101), qui est officiellement recréée et baptisée « Général Robert Aubinière » le 2 juillet 2025. Celle-ci se trouve sur le site toulousain du CNES, dont il fut le premier directeur général[1].

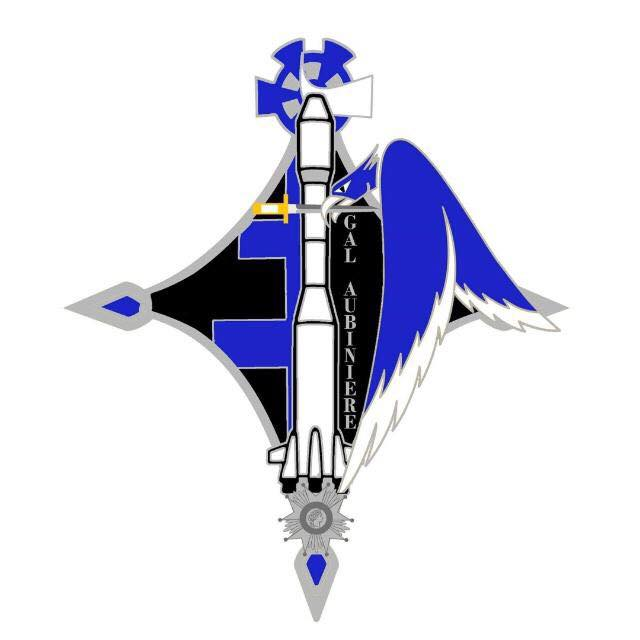
Insigne de la promotion